# Pucciniomycotina
Pucciniomycotina R. Bauer, Begerow, J.P. Samp., M. Weiss & Oberw. – podtyp podstawczaków (Basidiomycota). Dawniej takson miał nazwę Urediniomycetes i był w randze klasy.

## Charakterystyka
Grzyby w podtypie Pucciniomycotina wykazują dużą różnorodność, zarówno pod względem budowy, jak i znaczenia w przyrodzie. Charakterystyczne są jednak ich niewielkie rozmiary (rzędu milimetrów).
Z punktu widzenia gospodarczego, najbardziej istotną klasą należącą do Pucciniomycotina jest Pucciniomycetes, do której należą rdze, pasożyty roślin, między innymi zbóż – w tym kukurydzy (Zea) – i drzew – w tym sosen (Pinus), jabłoni (Malus) i kawowców (Coffea). Inne klasy również zawierają grzyby porażające rośliny. Gatunki z rodzaju Helicobasidium należącego do Helicobasidiales porażają korzenie między innymi szparagów (Asparagus), buraków (Beta), morw (Morus) i śliw (Prunus). Microbotryum violaceum poraża goździkowate (Caryophyllaceae), a Sphacelotheca fagopyri – grykę (Fagopyrum) (obydwa patogeny należą do Microbotryales i były mylone z podobnymi, należącymi do podtypu Ustilaginomycotina przed rozpoczęciem badań molekularnych).

## Systematyka
Do podgromady Pucciniomycotina należy około 7400 opisanych gatunków (w około 215 rodzajach). Ponad 95% gatunków należy do klasy Pucciniomycetes. Z powodu małych rozmiarów i specyficznej budowy trudne było ich usystematyzowanie filogenetyczne. Przełom w tej dziedzinie został dokonany w 1995, kiedy rozpoczęto sekwencjonowanie i inne badania z zakresu filogenetyki molekularnej.
Do podtypu Pucciniomycotina należy 9 klas:
- Agaricostilbomycetes R. Bauer, Begerow, J.P. Samp., M. Weiss & Oberw.
- Atractiellomycetes R. Bauer, Begerow, J.P. Samp., M. Weiss & Oberw.
- Classiculomycetes R. Bauer, Begerow, J.P. Samp., M. Weiss & Oberw.
- Cryptomycocolacomycetes R. Bauer, Begerow, J.P. Samp., M. Weiss & Oberw.
- Cystobasidiomycetes R. Bauer, Begerow, J.P. Samp., M. Weiss & Oberw.
- Microbotryomycetes R. Bauer, Begerow, J.P. Samp., M. Weiss & Oberw.
- Mixiomycetes R. Bauer, Begerow, J.P. Samp., M. Weiss & Oberw.
- Pucciniomycetes R. Bauer, Begerow, J.P. Samp., M. Weiss & Oberw.
- Tritirachiomycetes Aime & Schell 2011